# Persevant
Een persevant (van het Franse "poursuivre"), voluit "Persevant van de Wapenen", is een leerling-heraut en hij staat in de hiërarchie van de herauten onder de wapenkoningen en herauten.

## Toelichting

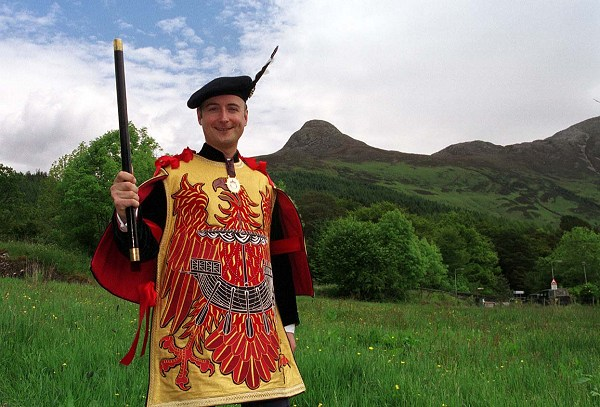
The Hon. Adam Bruce, Finlaggan Pursevant van de wapenen.

Het aanstellen van een Wapenkoning die ook toestemming tot het voeren van een bepaald wapenschild kan geven is een voorrecht voor een vorst. De taken van de wapenkoning komen voort uit de soevereiniteit van de vorst en zijn unieke positie als "fons honorum", bron van eer en eerbetoon.
Een heraut, een in een tabberd geklede boodschapper en ceremoniemeester is een boodschapper en ook edelen, steden en gezelschappen konden en kunnen een heraut aanstellen. Ook herauten werden door hun meesters belast met het vaststellen van wapenschilden.
De persevant heeft dezelfde taak als een heraut. Naast wapenkoningen kunnen persevanten ook aangesteld worden door families en Schotse clans. Deze Schotse persevanten zijn heraldisch onderlegd en adviseren over heraldische en genealogische kwesties.
In het Verenigd Koninkrijk zijn 15 persevanten actief; vijf van hen bij de Engels Raad van Adel (College of Arms), zes bij haar Schotse evenknie de Court of the Lord Lyon en vier particuliere persevanten, erkend door de Court of the Lord Lyon.